# Лінкер (хімія)
Лінкер (рос. линкер, англ. linker) — у комбінаторній хімії — біфункційний фрагмент молекули, що прикріплює сполуку до твердої чи рідкої підкладки і який можна розщепити, від'єднавши таким чином сполуку від підкладки. Старанний вибір лінкера дозволяє відщеплювати сполуки в умовах, коли самі вони залишаються стабільними.

## Безпечний лінкер
У комбінаторній хімії — лінкер, що відщеплюється здійсненням двох різних реакцій замість нормально одної, через що забезпечується більший контроль над моментом відщеплення продукту. Так, сульфамідна смола, повинна
бути спочатку проалкільована, щоб стати чутливою до розщеплення шляхом нуклеофільного заміщення.

## Безслідний лінкер
У комбінаторній хімії — лінкер, що не залишає жодних
залишків у сполуці після відщеплення, тобто він заміщається
атомом H. Напр., германійвмісний лінкер, що руйнується кислотами